# Томислав Дугоњић
Томислав Дугоњић (Краљево, 16. август 1932 − Бања Лука, 20. мај 1991) био је српски сликар, графичар и ликовни педагог.

## Биографија
Средњу школу завршио је у Бањој Луци, а Академију ликовних умјетности, одсјек за сликарство 1958. у Загребу, у класи Љубе Бабића. Седамдесетих година 20. вијека унио је нову димензију умјетности, ослоњену на традицију неоконструктивизма и геометријске апстракције, коју надограђује тек установљеном оптичком апстракцијом. Један је од оснивача групе "Простор Облик". Бавио се и ликовном критиком и есејистиком. Био је професор на Педагошкој академији у Бањој Луци.  Поред сликарства и графике бавио се фотографијом и скулптуром. Од 1959. до 1975. године објављивао је ликовне критике, есеје и полемике.